# سیارک ۲۲۲۹
سیارک ۲۲۲۹ (به انگلیسی: 2229 Mezzarco، نامگذاری:1977RO) دو هزار و دویست و بیست و نهمین سیارک کشف شده‌است که در ۷ سپتامبر ۱۹۷۷ کشف شد.
قدر مطلق سیارک برابر ۱۳٫۱۰ است.